# Puchar Ameryki Północnej w narciarstwie dowolnym 2024/2025
Puchar Ameryki Północnej w narciarstwie dowolnym 2024/2025 rozpoczął się 14 grudnia 2024 r. w kanadyjskiej Nakisce, natomiast ostatnie zawody sezonu odbyły się 6 kwietnia 2025 r. również w tym samym ośrodku narciarskim.

## Konkurencje
- AE = skoki akrobatyczne
- MO = jazda po muldach
- DM = jazda po muldach podwójnych
- SX = skicross
- SS = slopestyle
- HP = halfpipe
- BA = big air

Na liście klasyfikacji widnieje również oznaczenie MODM, które nie odzwierciedla bezpośrednio żadnej konkurencji. Jest to zsumowana klasyfikacja jazdy po muldach i jazdy po muldach podwójnych.

## Kalendarz zawodów

### Freeski(SS/BA/HP)

#### Mężczyźni
Zawody klasy premium (dodatkowo punktowane)
| Lp. | Data             | Miejscowość      | Konkurencja | 1. miejsce          | 2. miejsce       | 3. miejsce          |
| --- | ---------------- | ---------------- | ----------- | ------------------- | ---------------- | ------------------- |
| 1.  | 14 stycznia 2025 | Copper Mountain  | HP          | Matthew Labaugh     | Tristan Feinberg | Ben Fethke          |
| 2.  | 15 stycznia 2025 | Copper Mountain  | SS          | Bruce Oldham        | Mattheus Heslop  | Charlie Beatty      |
| 3.  | 9 lutego 2025    | Aspen Highlands  | HP          | Tristan Feinberg    | Nick Geiser      | Kai Morris          |
| 4.  | 10 lutego 2025   | Aspen Highlands  | SS          | Alexander Henderson | Henry Townshend  | James Kanzler       |
| 5.  | 28 lutego 2025   | Stoneham         | SS          | Bruce Oldham        | Henry Townshend  | Jérémy Gagné        |
| 6.  | 1 marca 2025     | Stoneham         | BA          | Tate Garrod         | Misha Litvinenko | Jérémy Gagné        |
| 7.  | 7 marca 2025     | WinSport Calgary | HP          | Cael McCarthy       | Quincy Barr      | Nick Geiser         |
| 8.  | 7 marca 2025     | WinSport Calgary | SS          | Henry Townshend     | Keagan Supple    | Anders Chapman      |
|     | 8 marca 2025     | WinSport Calgary | BA          | Odwołano            | Odwołano         | Odwołano            |
|     | 17 marca 2025    | Mammoth Mountain | HP          | Odwołano            | Odwołano         | Odwołano            |
| 9.  | 18 marca 2025    | Mammoth Mountain | SS          | Keagan Supple       | Anders Chapman   | Alexander Henderson |
| 10. | 19 marca 2025    | Mammoth Mountain | BA          | James Kanzler       | Bruce Oldham     | Keagan Supple       |

#### Kobiety
Zawody klasy premium (dodatkowo punktowane)
| Lp. | Data             | Miejscowość      | Konkurencja | 1. miejsce     | 2. miejsce            | 3. miejsce        |
| --- | ---------------- | ---------------- | ----------- | -------------- | --------------------- | ----------------- |
| 1.  | 14 stycznia 2025 | Copper Mountain  | HP          | Kathryn Gray   | Keva Kelly            | Lainey Steen      |
| 2.  | 15 stycznia 2025 | Copper Mountain  | SS          | Evelyn Mullie  | Naomi Urness          | Eleanor Andrews   |
| 3.  | 9 lutego 2025    | Aspen Highlands  | HP          | Indra Brown    | Kathryn Gray          | Lainey Steen      |
| 4.  | 10 lutego 2025   | Aspen Highlands  | SS          | Brynn Johnston | Indra Brown           | Naomi Urness      |
| 5.  | 28 lutego 2025   | Stoneham         | SS          | Evelyn Mullie  | Avery Krumme          | Sage Korth        |
| 6.  | 1 marca 2025     | Stoneham         | BA          | Evelyn Mullie  | Avery Krumme          | Brynn Johnston    |
| 7.  | 7 marca 2025     | WinSport Calgary | HP          | Keva Kelly     | Izzy Lola Worthington | Emily Campbell    |
| 8.  | 7 marca 2025     | WinSport Calgary | SS          | Naomi Urness   | Avery Krumme          | Brynn Johnston    |
| 9.  | 8 marca 2025     | WinSport Calgary | BA          | Brynn Johnston | Naomi Urness          | Ayden Fraser      |
|     | 17 marca 2025    | Mammoth Mountain | HP          | Odwołano       | Odwołano              | Odwołano          |
| 10. | 18 marca 2025    | Mammoth Mountain | SS          | Naomi Urness   | Evelyn Mullie         | Indra Brown       |
| 11. | 19 marca 2025    | Mammoth Mountain | BA          | Evelyn Mullie  | Naomi Urness          | Abby Winterberger |

#### Klasyfikacje
| Lp. | Zawodnik            | Punkty |
| --- | ------------------- | ------ |
| 1.  | Bruce Oldham        | 330    |
| 2.  | Henry Townshend     | 310    |
| 3.  | Keagan Supple       | 285    |
| 4.  | Alexander Henderson | 260    |
| 5.  | Tate Garrod         | 195    |
| 6.  | James Kanzler       | 182    |
| 7.  | Anders Chapman      | 182    |
| 8.  | Mattheus Heslop     | 160    |
| 9.  | Colby Johnson       | 151    |
| 10. | Campbell Burrows    | 138    |

| Lp. | Zawodnik          | Punkty |
| --- | ----------------- | ------ |
| 1.  | Nick Geiser       | 190    |
| 2.  | Cael McCarthy     | 186    |
| 3.  | Tristan Feinberg  | 180    |
| 4.  | Quincy Barr       | 120    |
| 5.  | Hunter Maytin     | 110    |
| 6.  | Evan Wischmeyer   | 101    |
| 7.  | Matthew Labaugh   | 100    |
| 8.  | Ben Fethke        | 92     |
| 9.  | Connor Ladd       | 85     |
| 10. | Mack Winterberger | 69     |

| Lp. | Zawodniczka        | Punkty |
| --- | ------------------ | ------ |
| 1.  | Evelyn Mullie      | 380    |
| 2.  | Naomi Urness       | 360    |
| 3.  | Brynn Johnston     | 310    |
| 4.  | Avery Krumme       | 285    |
| 5.  | Indra Brown        | 235    |
| 6.  | Abby Winterberger  | 169    |
| 7.  | Keva Kelly         | 136    |
| 8.  | Jordan Peet        | 136    |
| 9.  | Jacqueline Kanzler | 127    |
| 10. | Ayden Fraser       | 121    |

| Lp. | Zawodniczka           | Punkty |
| --- | --------------------- | ------ |
| 1.  | Keva Kelly            | 230    |
| 2.  | Kate Gray             | 180    |
| 3.  | Izzy Lola Worthington | 151    |
| 4.  | Indra Brown           | 150    |
| 5.  | Abby Winterberger     | 131    |
| 6.  | Piper Arnold          | 125    |
| 7.  | Lainey Steen          | 120    |
| 8.  | Hanna Lamm            | 101    |
| 9.  | Emily Campbell        | 92     |
| 10. | Ava Dittmer           | 67     |

### Muldy(MO/DM)

#### Mężczyźni
| Lp. | Data           | Miejscowość              | Konkurencja | 1. miejsce             | 2. miejsce       | 3. miejsce             |
| --- | -------------- | ------------------------ | ----------- | ---------------------- | ---------------- | ---------------------- |
| 1.  | 12 lutego 2025 | Deer Valley Resort       | MO          | Dylan Marcellini       | Charles Beaulieu | Xavier Drouin          |
| 2.  | 13 lutego 2025 | Deer Valley Resort       | DM          | Simon Philippon Fugère | Dylan Marcellini | Bradley Koehler        |
| 3.  | 22 lutego 2025 | Apex Mountain            | MO          | Porter Huff            | Gavin Tobey      | Nate Gendron           |
| 4.  | 23 lutego 2025 | Apex Mountain            | DM          | Dylan Marcellini       | Jackson Crockett | Bradley Koehler        |
| 5.  | 1 marca 2025   | Stratton Mountain Resort | MO          | Bradley Koehler        | Charles Beaulieu | Porter Huff            |
| 6.  | 2 marca 2025   | Stratton Mountain Resort | DM          | Louis-Philippe Bougie  | Dylan Marcellini | Cole Carey             |
| 7.  | 7 marca 2025   | Val Saint-Côme           | MO          | Dylan Marcellini       | Cole Carey       | Jean-Christophe Bougie |
| 8.  | 8 marca 2025   | Val Saint-Côme           | DM          | Charles Beaulieu       | Camden Lewis     | Cole Carey             |

#### Kobiety
| Lp. | Data           | Miejscowość              | Konkurencja | 1. miejsce       | 2. miejsce      | 3. miejsce      |
| --- | -------------- | ------------------------ | ----------- | ---------------- | --------------- | --------------- |
| 1.  | 12 lutego 2025 | Deer Valley Resort       | MO          | Kylie Kariotis   | Anabel Ayad     | Ashley Koehler  |
| 2.  | 13 lutego 2025 | Deer Valley Resort       | DM          | Alli Macuga      | Maya Mikkelsen  | Sina Clegg      |
| 3.  | 22 lutego 2025 | Apex Mountain            | MO          | Alli Macuga      | Maya Mikkelsen  | Zoe Dwinell     |
| 4.  | 23 lutego 2025 | Apex Mountain            | DM          | Florence Laroche | Alli Macuga     | Abby McLarnon   |
| 5.  | 1 marca 2025   | Stratton Mountain Resort | MO          | Florence Laroche | Maya Mikkelsen  | Skylar Slettene |
| 6.  | 2 marca 2025   | Stratton Mountain Resort | DM          | Alli Macuga      | Maya Mikkelsen  | Rowanne Godbout |
| 7.  | 7 marca 2025   | Val Saint-Côme           | MO          | Maya Mikkelsen   | Anabel Ayad     | Citrine Boychuk |
| 8.  | 8 marca 2025   | Val Saint-Côme           | DM          | Alli Macuga      | Skylar Slettene | Megan Ciaglo    |

#### Klasyfikacje
| Lp. | Zawodnik               | Punkty |
| --- | ---------------------- | ------ |
| 1.  | Dylan Marcellini       | 500    |
| 2.  | Charles Beaulieu       | 389    |
| 3.  | Bradley Koehler        | 326    |
| 4.  | Cole Carey             | 321    |
| 5.  | Porter Huff            | 283    |
| 6.  | Jackson Crockett       | 258    |
| 7.  | Simon Philippon Fugère | 257    |
| 8.  | Camden Lewis           | 228    |
| 9.  | Xavier Drouin          | 198    |
| 10. | Gavin Tobey            | 189    |

| Lp. | Zawodnik               | Punkty |
| --- | ---------------------- | ------ |
| 1.  | Dylan Marcellini       | 240    |
| 2.  | Charles Beaulieu       | 210    |
| 3.  | Porter Huff            | 205    |
| 4.  | Bradley Koehler        | 190    |
| 5.  | Cole Carey             | 175    |
| 6.  | Jean-Christophe Bougie | 132    |
| 7.  | Jackson Crockett       | 124    |
| 8.  | Xavier Drouin          | 120    |
| 9.  | Gavin Tobey            | 101    |
| 10. | Nate Gendron           | 90     |

| Lp. | Zawodnik               | Punkty |
| --- | ---------------------- | ------ |
| 1.  | Dylan Marcellini       | 260    |
| 2.  | Simon Philippon Fugère | 185    |
| 3.  | Charles Beaulieu       | 179    |
| 4.  | Camden Lewis           | 162    |
| 5.  | Cole Carey             | 146    |
| 6.  | Bradley Koehler        | 136    |
| 7.  | Jackson Crockett       | 134    |
| 8.  | Louis-Philippe Bougie  | 102    |
| 9.  | Riley Hughes           | 90     |
| 10. | Gavin Tobey            | 88     |

| Lp. | Zawodniczka      | Punkty |
| --- | ---------------- | ------ |
| 1.  | Maya Mikkelsen   | 470    |
| 2.  | Alli Macuga      | 458    |
| 3.  | Florence Laroche | 310    |
| 4.  | Anabel Ayad      | 272    |
| 5.  | Abby McLarnon    | 246    |
| 6.  | Sina Clegg       | 244    |
| 7.  | Skylar Slettene  | 224    |
| 8.  | Rowanne Godbout  | 173    |
| 9.  | Megan Ciaglo     | 164    |
| 10. | Katie Dreitlein  | 147    |

| Lp. | Zawodniczka      | Punkty |
| --- | ---------------- | ------ |
| 1.  | Maya Mikkelsen   | 260    |
| 2.  | Anabel Ayad      | 210    |
| 3.  | Alli Macuga      | 158    |
| 4.  | Florence Laroche | 136    |
| 5.  | Sina Clegg       | 130    |
| 6.  | Abby McLarnon    | 119    |
| 7.  | Skylar Slettene  | 116    |
| 8.  | Citrine Boychuk  | 109    |
| 9.  | Kylie Kariotis   | 100    |
| 10. | Katie Dreitlein  | 94     |

| Lp. | Zawodniczka      | Punkty |
| --- | ---------------- | ------ |
| 1.  | Alli Macuga      | 300    |
| 2.  | Maya Mikkelsen   | 210    |
| 3.  | Florence Laroche | 174    |
| 4.  | Megan Ciaglo     | 131    |
| 5.  | Abby McLarnon    | 127    |
| 6.  | Sina Clegg       | 114    |
| 7.  | Skylar Slettene  | 108    |
| 8.  | Eden Kruger      | 104    |
| 9.  | Jessica Duda     | 89     |
| 10. | Rowanne Godbout  | 88     |

### Skoki akrobatyczne(AE)

#### Mężczyźni
| Lp. | Data           | Miejscowość       | Konkurencja | 1. miejsce          | 2. miejsce    | 3. miejsce        |
| --- | -------------- | ----------------- | ----------- | ------------------- | ------------- | ----------------- |
| 1.  | 14 lutego 2025 | Utah Olympic Park | AE          | Elliot Beauregard   | Ashton Salwan | Gabriel Dion      |
|     | 15 lutego 2025 | Utah Olympic Park | AE          | Odwołano            | Odwołano      | Odwołano          |
| 2.  | 22 lutego 2025 | Lac-Beauport      | AE          | Pierre-Olivier Côté | Derek Krueger | Ashton Salwan     |
| 3.  | 23 lutego 2025 | Lac-Beauport      | AE          | Pierre-Olivier Côté | Ashton Salwan | Elliot Beauregard |

#### Kobiety
| Lp. | Data           | Miejscowość       | Konkurencja | 1. miejsce    | 2. miejsce      | 3. miejsce     |
| --- | -------------- | ----------------- | ----------- | ------------- | --------------- | -------------- |
| 1.  | 14 lutego 2025 | Utah Olympic Park | AE          | Elise Coleiro | Sidney Stephens | Sarah Faith    |
|     | 15 lutego 2025 | Utah Olympic Park | AE          | Odwołano      | Odwołano        | Odwołano       |
| 2.  | 22 lutego 2025 | Lac-Beauport      | AE          | Sarah Faith   | Sarina Shrestha | Greta Robinson |
| 3.  | 23 lutego 2025 | Lac-Beauport      | AE          | Kyra Dossa    | Sarina Shrestha | Greta Robinson |

#### Klasyfikacje
| Lp. | Zawodnik            | Punkty |
| --- | ------------------- | ------ |
| 1.  | Pierre-Olivier Côté | 240    |
| 2.  | Ashton Salwan       | 220    |
| 3.  | Elliot Beauregard   | 205    |
| 4.  | Gabriel Dion        | 160    |
| 5.  | Derek Krueger       | 138    |
| 6.  | Anthony Noel        | 119    |
| 7.  | Louis Aumond        | 117    |
| 8.  | Elliot Primeau      | 104    |
| 9.  | Scott Kane          | 89     |
| 10. | Brayden Flynn       | 84     |

| Lp. | Zawodniczka           | Punkty |
| --- | --------------------- | ------ |
| 1.  | Sarina Shrestha       | 205    |
| 2.  | Sarah Faith           | 192    |
| 3.  | Kyra Dossa            | 185    |
| 4.  | Greta Robinson        | 170    |
| 5.  | Charlie Fontaine      | 131    |
| 6.  | Victoria Côté         | 122    |
| 7.  | Magalie Vallée        | 101    |
| 8.  | Elise Coleiro         | 100    |
| 9.  | Isa-Frédérique Laurin | 82     |
| 10. | Sidney Stephens       | 80     |

### Skicross(SX)

#### Mężczyźni
| Lp. | Data            | Miejscowość                       | Konkurencja | 1. miejsce    | 2. miejsce      | 3. miejsce       |
| --- | --------------- | --------------------------------- | ----------- | ------------- | --------------- | ---------------- |
| 1.  | 14 grudnia 2024 | Nakiska                           | SX          | Duncan Cowan  | Kaleb Barnum    | Jack Mitchell    |
| 2.  | 15 grudnia 2024 | Nakiska                           | SX          | Duncan Cowan  | Jack Mitchell   | Garrett Musgrave |
| 3.  | 3 lutego 2025   | Steamboat Ski Resort/Mount Werner | SX          | Duncan Cowan  | Sullivan Butler | Euan Currie      |
| 4.  | 4 lutego 2025   | Steamboat Ski Resort/Mount Werner | SX          | Duncan Cowan  | Euan Currie     | Finley Cashin    |
|     | 10 lutego 2025  | Sunday River Resort               | SX          | Odwołano      | Odwołano        | Odwołano         |
|     | 11 lutego 2025  | Sunday River Resort               | SX          | Odwołano      | Odwołano        | Odwołano         |
| 5.  | 28 lutego 2025  | Gore Mountain Ski Area            | SX          | Finley Cashin | Euan Currie     | Konnor Kimball   |
| 6.  | 2 marca 2025    | Gore Mountain Ski Area            | SX          | Duncan Cowan  | Konnor Kimball  | Finley Cashin    |
| 7.  | 6 kwietnia 2025 | Nakiska                           | SX          | Jack Mitchell | Andrew Wilson   | Rhys Mullins     |

#### Kobiety
| Lp. | Data            | Miejscowość                       | Konkurencja | 1. miejsce       | 2. miejsce                        | 3. miejsce        |
| --- | --------------- | --------------------------------- | ----------- | ---------------- | --------------------------------- | ----------------- |
| 1.  | 14 grudnia 2024 | Nakiska                           | SX          | Sage Stefani     | Anne-Marie Joncas Kael Oberlander | —                 |
| 2.  | 15 grudnia 2024 | Nakiska                           | SX          | Kael Oberlander  | Anne-Marie Joncas                 | Deia Steinmetz    |
| 3.  | 3 lutego 2025   | Steamboat Ski Resort/Mount Werner | SX          | Deia Steinmetz   | Brook Lentfer                     | Cayenne Wilson    |
| 4.  | 4 lutego 2025   | Steamboat Ski Resort/Mount Werner | SX          | Deia Steinmetz   | Cayenne Wilson                    | Brook Lentfer     |
|     | 10 lutego 2025  | Sunday River Resort               | SX          | Odwołano         | Odwołano                          | Odwołano          |
|     | 11 lutego 2025  | Sunday River Resort               | SX          | Odwołano         | Odwołano                          | Odwołano          |
| 5.  | 28 lutego 2025  | Gore Mountain Ski Area            | SX          | Morgan Shute     | Deia Steinmetz                    | Anne-Marie Joncas |
| 6.  | 2 marca 2025    | Gore Mountain Ski Area            | SX          | Morgan Shute     | Maggie Swain                      | Kael Oberlander   |
| 7.  | 6 kwietnia 2025 | Nakiska                           | SX          | Roxy Coatesworth | Zoe King                          | Abby Garnsey      |

#### Klasyfikacje
| Lp. | Zawodnik        | Punkty |
| --- | --------------- | ------ |
| 1.  | Duncan Cowan    | 545    |
| 2.  | Finley Cashin   | 342    |
| 3.  | Euan Currie     | 337    |
| 4.  | Walker Robinson | 280    |
| 5.  | Konnor Kimball  | 271    |
| 6.  | Jack Mitchell   | 240    |
| 7.  | Sullivan Butler | 239    |
| 8.  | Rhys Mullins    | 229    |
| 9.  | Rohith Bajwa    | 196    |
| 10. | Aidan Butler    | 173    |

| Lp. | Zawodniczka       | Punkty |
| --- | ----------------- | ------ |
| 1.  | Deia Steinmetz    | 417    |
| 2.  | Brook Lentfer     | 330    |
| 3.  | Cayenne Wilson    | 284    |
| 4.  | Kael Oberlander   | 276    |
| 5.  | Anne-Marie Joncas | 265    |
| 6.  | Morgan Shute      | 200    |
| 7.  | Ashley Sell       | 190    |
| 8.  | Sage Stefani      | 150    |
| 9.  | Nicole Danilevsky | 145    |
| 10. | Ash Georgiades    | 145    |

### Puchar Narodów
| Lp. | Reprezentacja     | Punkty |
| --- | ----------------- | ------ |
| 1.  | Kanada            | 15 674 |
| 2.  | Stany Zjednoczone | 15 140 |
| 3.  | Australia         | 1961   |
| 4.  | Belgia            | 158    |
| 5.  | Wielka Brytania   | 139    |
| 6.  | Finlandia         | 104    |
| 7.  | Japonia           | 93     |
| 8.  | Włochy            | 71     |
| 9.  | Nowa Zelandia     | 31     |
| 10. | Brazylia          | 19     |